# Most van most (film)
A Most van most 2019-ben bemutatott magyar film, amelyet Szajki Péter rendezett. Az Intim fejlövés és a Nejem, nőm, csajom után ez a harmadik nagyjátékfilmje.
A forgatókönyvet Szajki Péter és Vörös Adél írták. A producerei Kutyik Gábor, Romwalter Judit és Szajki Péter. A főszerepekben Tompos Kátya, Mohai Tamás, Básti Juli, Scherer Péter és Mészáros András láthatók. A film gyártója a !ZLS Productions, forgalmazója az Romis Film. Műfaja dramedy. Magyarországon 2019. március 7-én mutatták be a mozikban.
A 2018 nyarán és kora őszén Budapesten, illetve a Balaton-felvidéken forgatott magyar  film egy igazán összetett kérdést boncolgat, a kallódó Y generációról. A harmincas korosztály én- és útkeresési, valamint párkapcsolati problémáit igyekszik feltárni a fiatalabbak, és érettebbek előtt, akik még, vagy már nem küzdenek hasonló napi gondokkal, azaz, hogy megleljék a nagy őt, azt az embert, akivel egy egész életet le tudnak, és le is akarnak élni. Ezt egy szökött menyasszony és egy taxis fiú huszonnégy óra alatt lejátszódó kalandjain keresztül vezeti fel a nézőknek. Egy igazán abszurd, enyhén groteszk elemekkel ötvözött alkotás, melynek címszerepében, egy szökött menyasszony, valamint egy taxisofőr áll. Emellett a rendező, Szajki Péter vagány road movie-ja összeköti egy romantikus komédia, valamint egy érzelem dús dráma minden egyes elemét. A film forgatókönyvét Szajki-Vörös Adél, valamint annak rendezője, Szajki Péter közösen írták. A profi, közös munka kapcsán egy felettébb különös, és különleges romantikus dráma jött létre, amely nem kíván ítélkezni a karakterek döntéseiről.

## Történet
Egy Szilvi nevű lány (Tompos Kátya) megszökik az esküvőjéről és egy szabadnapos taxis, Petya (Mohai Tamás) autójával menekül. Egyetlen nap alatt körbeutazzák Budapestet, és annak közvetlen környékét, sőt még a Balaton-felvidékre is eljutnak, közös útjuk során. Ezalatt pedig a férfi és a nő egyre jobban kezdi megismerni egymást. Szilvit felfokozott idegállapotban ismerjük meg, aki hirtelen ötlettől vezérelve szökik el az esküvőjéről. Az elköteleződéstől és a megváltoztathatatlantól való félelem hajtja. Felteszi magában a kérdést, hogy tényleg azzal a férfival akarja-e leélni az életét. Ezért a taxival felkeresi azt a két barátját (exeit) a múltjából, akikkel valamilyen módon szakított. Most a sarkára akar állni, de már mindenki máshol tart a saját életében. Petya egy rendkívül laza, humoros és intelligens srác, ugyanakkor egy érző szívű ember is, aki megunta a jogász pályát és helyette kezdett el taxisként dolgozni. A kalandok során Petya is átértékeli saját jövőjét és komoly elhatározást hoz.

## Szereplők
| Név                  | Színész               | Megjegyzés                                                                |
| -------------------- | --------------------- | ------------------------------------------------------------------------- |
| Szilvi (menyasszony) | Tompos Kátya          | A szökött menyasszony, Petya utasa.                                       |
| Petya (taxisofőr)    | Mohai Tamás           | Taxisofőr, eredetileg jogász.                                             |
| Szilvi anyja         | Básti Juli            | Szilvi anyja, aki mindig meg akarja mondani, Szilvi mit hogyan csináljon. |
| Pincér               | Scherer Péter         | Pincér egy étteremben, ahová Petya és Szilvi is bemegy.                   |
| Tamás (vőlegény)     | Mészáros András       | Szilvi vőlegénye.                                                         |
| Róbert               | Zrinyi Gál Vince      | Szilvi volt barátja.                                                      |
| Róbert felesége      | Rainer-Micsinyei Nóra | Róbert felesége.                                                          |
| Nomi                 | Kovács Lehel          | Énekes egy melegbárban, Szilvi volt barátja.                              |
| Tina                 | Lovas Rozi            | Petya menyasszonya.                                                       |
| Nagyi                | Andai Kati            | Petya nagymamája, Petya és Szilvi elviszik őt egy temetésre.              |
| Karcsi               | László Zsolt          | Petya apja.                                                               |
| Magdi                | Nyakó Júlia           | Petya anyja                                                               |
| Noel                 | Molnár Benedek Lehel  | Petya fia.                                                                |
| Biztonsági őr        | Faragó András         | Biztonsági őr egy gyárban.                                                |
| Botmixeres férfi     | Elek Ferenc           |                                                                           |
| Botmixeres nő        | Járó Zsuzsa           | A férjét egy botmixerrel fenyegető nő                                     |
| Géza bá              | Borbiczki Ferenc      |                                                                           |
| Tibesz               | Takács Zalán          |                                                                           |
| Zotya                | Lukács Dániel         |                                                                           |
| Gubó                 | Tóth András           |                                                                           |

## Alkotók
- rendező: Szajki Péter
- forgatókönyvíró: Szajki Péter, Szajki-Vörös Adél[2]
- operatőr: Domokos Balázs[3]
- producer: Kutyik Gábor,[4] Romwalter Judit,[5] Szajki Péter
- társproducer: Szűcs Dóra,[6] Gulácsi Loránd
- line producer: Fábián Zsolt[7]
- associate producer: Babó Gábor,  Neuberger Zoltán
- executive producer: dr. Takó Sándor
- vágó: Erdélyi Flóra[8]

### Gyártó
- ZLS Production[9]

### Forgalmazó
- Romis Film Group[10]